# Trostberg
Trostberg là một thị xã ở huyện Traunstein, bang Bayern, Đức. Đô thị này tọa lạc bên sông Alz, 19 km về phía tây bắc của Traunstein.